# Nutsa und Lana Gogoberidze oder die Dunkelheit ist niemals vollkommen
Nutsa und Lana Gogoberidze oder die Dunkelheit ist niemals vollkommen (georgisch დედა-შვილი ან ღამე არ არის არასოდეს ბოლომდე ბნელი Deda-Schwili an ghame ar aris arassodes bolomde bneli, englischer Festivaltitel Mother and Daughter, or the Night is Never Complete) ist ein georgisch-französischer Dokumentarfilm unter der Regie von Lana Gogoberidse aus dem Jahr 2024. Der Film feierte am 16. Februar 2024 auf der Berlinale seine internationale Premiere in der Sektion Berlinale Forum.

## Handlung

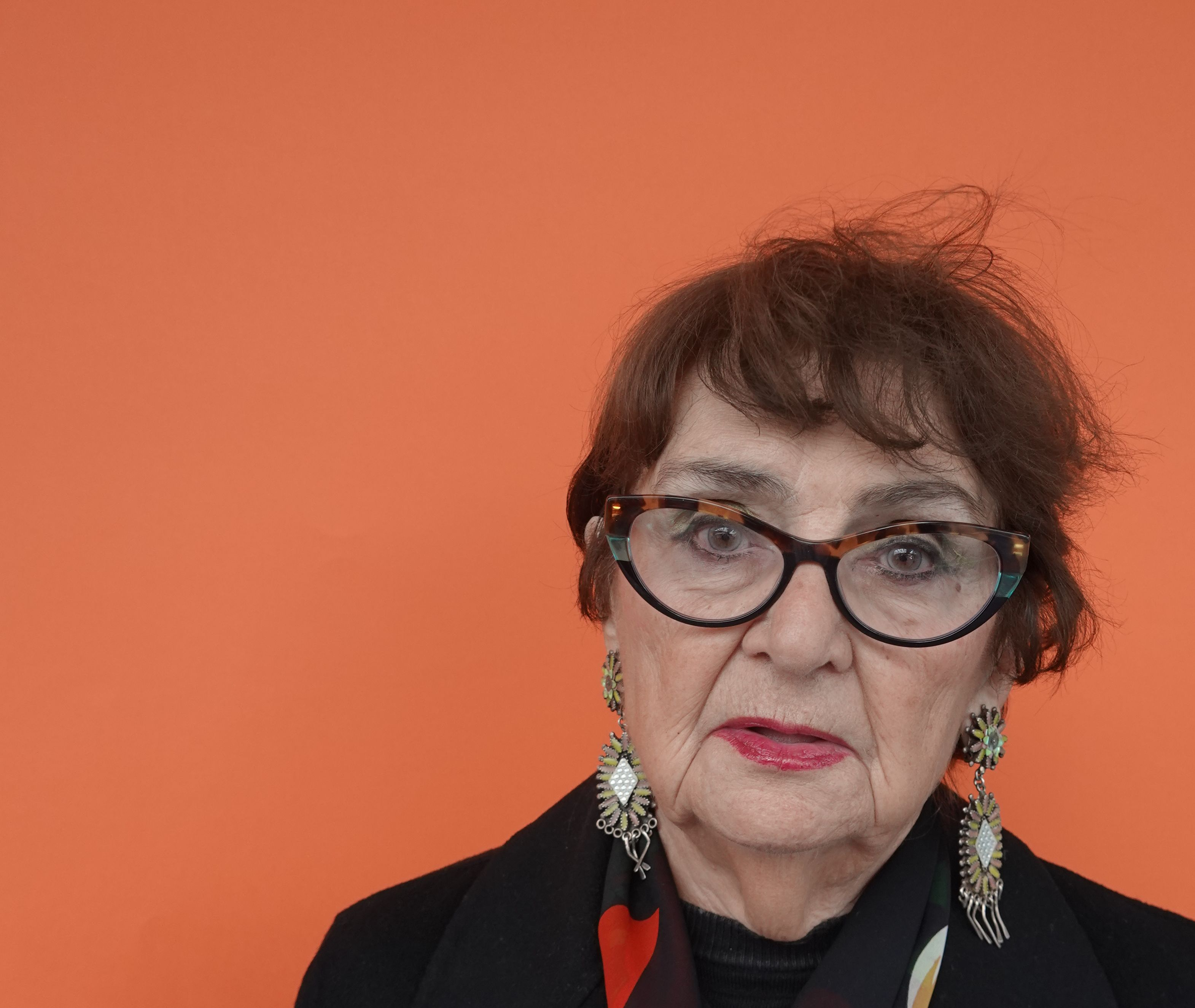
Lana Gogoberidse, 2021

Erinnerungen der georgischen Regisseurin Lana Gogoberidse, 93, an ihre Mutter Nuza Gogoberidse (1902–1966). Diese war die erste Filmemacherin Georgiens und erste Spielfilmregisseurin der Sowjetunion und wurde zu zehn Jahren Verbannung in Sibirien verurteilt. Ihr Werk steht für Liebe, Feminismus und Menschlichkeit und wendet sich gegen Gewalt.

## Produktion

### Filmstab
Regie führte Lana Gogoberidse, von der auch das Drehbuch stammt. Die Kameraführung übernahm Jean-Louis Padis, die Musik komponierte Reso Kiknadze und für den Schnitt waren Lana Gogoberidse und Helene Murjikneli verantwortlich.

## Produktion
Produzentin war Salome Alexi, Produktionsfirma die georgische 3003 FimProduction.

### Dreharbeiten und Veröffentlichung
Der Film feierte am 16. Februar 2024 auf der Berlinale seine Weltpremiere in der Sektion Berlinale Forum. Im deutschen Fernsehen wurde Nutsa und Lana Gogoberidze oder die Dunkelheit ist niemals vollkommen am 14. April 2025 auf Arte ausgestrahlt. 

## Rezeption
Lisa Mika schrieb auf UnAuf.de, der Film ermögliche einen Blick in den historischen und politischen Kontext der Sowjetunion Mitte des 20. Jahrhunderts. Die Verknüpfung von Räumen, etwa Tbilissi, Kachi, Paris, Jena, Berlin und Moskau, die mit der Geschichte der Familie im Zusammenhang stehen, sei ein ebenso ein durchgängiges Merkmal des Films wie die bildliche Überlagerung von Zeitsträngen. Der Schnitt schaffe Beziehungen zwischen den Werken von Mutter und Tochter, und so werde auf bildlicher Ebene die Kernbotschaft unterstützt: „Das Leben ist eine große Begegnung.“ Tilman Schumacher äußerte auf critic.de, Nutsa und Lana Gogoberidze oder die Dunkelheit ist niemals vollkommen sei ein „kammerspielartiger Dokumentarfilmessay“, eine „Emanzipations-, Leidens- und Heldinnengeschichte“. Er würdigte die Vielzahl an Ebenen im Film – Filmgeschichtsfilm, Lebensgeschichtsfilm, Gedenkfilm, Gefühlsfilm – und zeigte ihre Verflechtung auf.

## Auszeichnungen und Nominierungen
- 2024: Internationale Filmfestspiele Berlin